# 2019. decemberi mogadishui robbantás
2019. december 28-án egy öngyilkos merénylő autóba rejtett bombával legalább 85 embert megölt Szomália fővárosában, Mogadishuban egy rendőrségi ellenőrző pontnál. További 140 ember megsebesült, és december 31-ig 12 embert nem találtak meg. December 30-án az Al-Shabaab vállalta a támadásért a felelősséget. Az 587 halálos áldozatot követelő 2017. október 14-i mogadishui robbantás óta ez volt Szomália legtöbb áldozatot követelő támadása.

## A támadás
A támadásra Mogadishu egy forgalmas kereszteződésénél egy rendőrségi ellenőrző pontnál került sor, épp a helyi csúcsidőben. Ez volt az a csomópont, mely eljutást biztosított Mogadishuba Szomália déli és délnyugati részéből. Az Ex-Control Afgoye ellenőrző pont, a támadás színhelye egy adóhivatali iroda közelében volt. A közeli Afgooye városából ezen keresztül lehetett bejutni a fővárosba.
A teherautóba rejtett bomba robbanása nagy károkat okozott a környékbeli épületekben, és sokan a felismerhetetlenségig megégtek. A halottak közül legalább 15-en a Benadir Egyetemre órára visszatérő diák volt, akiknek a minibuszát a robbanás megsemmisítette. A robbanásban két török mérnök is meghalt, akik az ellenőrző ponttól a városig vezető útépítésén dolgozott. Sok más ember megsebesült. Tizenöt kritikus állapotban lévő sebesültet, köztük egy nyolc hónapos csecsemőt is légi mentővel Törökországba, Isztambulba szállítottak kezelésre. További harminc kritikus állapotú sérült Katarban és más szomszédos államokban kapott ellátást.
Hassan Ali Khaire, Szomália miniszterelnöke bejelentette, hogy egy nemzeti bizottságot hoznak létre, hogy segítséget nyújtsanak azoknak, akik megsérültek, vagy családtagjukat vesztették el a támadásban.

## Felelősség és következmények
Kezdetben egyik csoport sem vállalta magára a támadást. Két nappal később, december 30-án az a radikális iszlamista Al-Shabaab vállalta fel a robbanást, amely már korábban is hajtott végre öngyilkos robbantásokat Mogadishuban. Az Ali Dhere néven is ismert Ali Mohamud Rageh szóvivőn keresztül azt nyilatkozták, hogy a csoport egy török és szomáliai katonákat szállító konvojt támadott meg, és megjegyezték, hogy „heves veszteségeket szenvedett el a török és a rájuk vigyázó, velük tartó milicista csoportok”. Szomália Nemzetbiztonsági Szolgálata azt közölte, hogy egy külföldi ország is segített a támadás megszervezésében. Egyik nyilatkozatukban így fogalmaztak: „A nemzeti vezetőknek olyan jelentést juttattunk el, mely figyelmeztetett egy december 28-ra Mogadishuba a szomáliai nép ellen egy külföldi ország által tervezett vérengzésre. Hogy a vizsgálatunkkal végezhessünk, nemzetközi hírszerzési csoport együttműködésére van szükségünk.”  A jelentés azonban nem nevezi meg a hivatkozott országot, és nem tartalmaz több utalást.
A támadás után a szomáliai kormány az USA afrikai parancsnokságával közösen három megtorló légi csapást mért az Al-Shabaab vezetői ellen Alsó-Shabelle régióban. Kunyo Barrow és Aliyow Barrow falvakban a támadás következtében négy milicista meghalt, és eközben két járművet megsemmisítettek.